# Microbryum fosbergii
Microbryum fosbergii là một loài Rêu trong họ Pottiaceae. Loài này được (E.B. Bartram) Ros, O. Werner & Rams mô tả khoa học đầu tiên năm 2005.